# Брукс, Диллон
Диллон Брукс (англ. Dillon Brooks; род. 22 января 1996, Миссиссога, Онтарио) — канадский баскетболист, выступает за клуб НБА «Финикс Санз». Играет на позиции атакующего защитника и лёгкого форварда. На студенческом уровне выступал за Орегонский университет в команде «Орегон Дакс».

## Профессиональная карьера

### Мемфис Гриззлис (2017—2023)
Диллон Брукс был выбран на драфте НБА 2017 года командой «Хьюстон Рокетс», затем он сразу был обменян вместе с Айвеном Рэббом в «Мемфис Гриззлис» за 2 будущих драфт-пика второго раунда. 21 июля 2017 года Брукс подписал трёхлетний контракт новичка с «Гриззлис». 18 октября 2017 года в первой игре сезона Брукс набрал 19 очков, тем самым установив рекорд дебютных игр для рождённых в Канаде игроков. 11 апреля 2018 года Брукс установил личный рекорд результативности, набрав 36 очков в проигранном матче против «Оклахомы-Сити Тандер».
5 января 2019 года Брукс в игре против «Сан-Антонио Спёрс» получил травму пальца правой ноги и пропустил весь остаток сезона 2018/2019.
Сезон 2019/2020 Брукс начал игроком стартового состава. 5 февраля 2020 года Брукс подписал новый контракт на 35 миллионов долларов с «Мемфисом», рассчитанный на 3 года. В сезоне 2019/2020 Брукс единственный в своём клубе провёл в стартовом составе все 73 матча регулярного сезона, а также 1 игру квалификации плей-офф, в среднем в регулярном сезоне он набирал 16,2 очка, 3,3 подбора, 2,1 ассиста за 28,9 минут на площадке.
23 мая 2021 года Брукс дебютировал в плей-офф НБА, набрав рекордные для себя 31 очко и сделав семь подборов, что помогло «Гриззлис» одержать победу в 1-м матче над «Ютой Джаз», занявшей первое место в регулярном сезоне. В дальнейшем «Гриззлис» проиграли серию в пяти матчах и выбыли из турнира.
12 октября 2021 года было объявлено, что Брукс пропустит от двух до трех недель из-за перелома левой кисти. 19 декабря Брукс набрал максимальные в карьере 37 очков в матче с «Портленд Трэйл Блэйзерс». 8 января 2022 года во время победы над «Лос-Анджелес Клипперс» Брукс получил травму левой лодыжки. На следующий день он выбыл на срок от 3 до 5 недель с травмой, которая была диагностирована как растяжение связок голеностопа. 16 апреля в первой игре первого раунда плей-офф Брукс набрал 24 очка в поражении от команды «Миннесота Тимбервулвз».
Во второй игре полуфинала Западной конференции 2022 года против «Голден Стэйт Уорриорз» Бруксу был выписан неспортивный фол 2 степени за то, что он ударил игрока «Уорриорз» Гэрри Пэйтона (младшего) по голове, когда тот пытался забросить лэй-ап в быстром отрыве. В результате защитник «Уорриорз» жестко упал на паркет, травмировав левую руку. Позже Пэйтону диагностировали перелом локтя. Брукс был дисквалифицирован на один матч без сохранения заработной платы. «Гриззлис» проиграли серию в шести матчах.
17 декабря 2022 года Брукс набрал 32 очка в матче с «Оклахома-Сити Тандер». 2 февраля 2023 года Брукс получил 2 неспортивных фола и был удален за удар в пах игрока «Кливленд Кавальерс» Донована Митчелла.  На следующий день НБА отстранила Брукса на одну игру без сохранения заработной платы за его действия. 4 марта он был отстранен на одну игру без сохранения заработной платы за то, что получил свой 16-й технический фол в сезоне. 17 марта Брукс был оштрафован НБА на 35 тысяч долларов после того, как двумя днями ранее в игре против «Майами Хит» он толкнул оператора. 21 марта он был дисквалифицирован на одну игру без сохранения заработной платы за получение еще двух технических фолов, доведя их количество до 18 за сезон. По окончании сезона Брукс впервые был включен во вторую сборную всех звезд защиты НБА.
Во время серии плей-офф НБА 2023 года против «Лос-Анджелес Лейкерс» Брукс открыто критиковал своего оппонента ЛеБрона Джеймса за то, что тот «старый», что вызвало пристальное внимание. Брукс был удален с площадки после совершения неспортивного фола второй степени всего спустя 17 секунд после начала второй половины матча «Гриззлис»—«Лейкерс» за удар Джеймса ниже пояса.  В дальнейшем «Мемфис» проиграл серию в шести матчах.

### Хьюстон Рокетс (2023—2025)
8 июля 2023 года Брукс перешел в «Хьюстон Рокетс» в рамках сделки по схеме «сайн-энд-трейд». 26 октября он дебютировал в составе «Рокетс», набрав 14 очков, четыре подбора и две передачи в матче с «Орландо Мэджик» (116-86). 14 февраля 2024 года Брукс сделал дабл-дабл из 19 очков и 10 подборов в матче с «Мемфис Гриззлис» (121-113).
14 февраля 2024 года Брукс записал на свой счет дабл-дабл с 19 очками и 10 подборами в проигрыше от «Мемфис Гриззлис» со счетом 113:121.
27 января 2025 года Брукс забросил рекордные для себя в карьере и франшизы «Рокетс» десять трехочковых бросков набрал и 36 очков в победе над «Бостон Селтикс» со счетом 114:112.

### Финикс Санз (2025—настоящее время)
22 июня 2025 года стало известно, что Брукс вместе с Джейленом Грином, 10-м пиком на драфте НБА 2025 года и пятью пиками второго раунда будет обменян в «Финикс Санз» на Кевина Дюранта.

## Карьера в национальной сборной
Брукс выступал за сборную Канады на Панамериканских играх 2015 года, где команда завоевала серебряную медаль.
24 мая 2022 года Брукс дал согласие на трехлетнее выступление в составе старшей мужской сборной Канады, стремясь сломать многолетнюю тенденцию непопадания сборной в олимпийский турнир. Они достигли этой цели на Кубке мира ФИБА 2023 года и завоевали бронзовую медаль, первую медаль Канады на мировом турнире по баскетболу с 1936 года. Брукс сыграл решающую роль, набрав 39 очков в победе над США. Это стало рекордом для канадских игроков на Кубке мира в одной игре, превзойдя предыдущий рекорд Карла Ридда - 37 очков на турнире 1954 года. Брукс был признан ФИБА лучшим защитником турнира.
Он был включен в состав сборной Канады на летние Олимпийские игры 2024 года в Париже.

## Достижения

### Сборная Канады
- Бронзовый призёр чемпионата мира: 2023

## Статистика

### Статистика в НБА
| Сезон                                                                                    | Команда | Регулярный сезон | Регулярный сезон | Регулярный сезон | Регулярный сезон | Регулярный сезон | Регулярный сезон | Регулярный сезон | Регулярный сезон | Регулярный сезон | Регулярный сезон | Регулярный сезон | Серия плей-офф | Серия плей-офф | Серия плей-офф | Серия плей-офф | Серия плей-офф | Серия плей-офф | Серия плей-офф | Серия плей-офф | Серия плей-офф | Серия плей-офф | Серия плей-офф |
| Сезон                                                                                    | Команда | GP               | GS               | MPG              | FG%              | 3P%              | FT%              | RPG              | APG              | SPG              | BPG              | PPG              | GP             | GS             | MPG            | FG%            | 3P%            | FT%            | RPG            | APG            | SPG            | BPG            | PPG            |
| ---------------------------------------------------------------------------------------- | ------- | ---------------- | ---------------- | ---------------- | ---------------- | ---------------- | ---------------- | ---------------- | ---------------- | ---------------- | ---------------- | ---------------- | -------------- | -------------- | -------------- | -------------- | -------------- | -------------- | -------------- | -------------- | -------------- | -------------- | -------------- |
| 2017/18                                                                                  | Мемфис  | 82               | 74               | 28,7             | 44,0             | 35,6             | 74,7             | 3,1              | 1,6              | 0,9              | 0,2              | 11,0             | Не участвовал  | Не участвовал  | Не участвовал  | Не участвовал  | Не участвовал  | Не участвовал  | Не участвовал  | Не участвовал  | Не участвовал  | Не участвовал  | Не участвовал  |
| 2018/19                                                                                  | Мемфис  | 18               | 0                | 18,3             | 40,2             | 37,5             | 73,3             | 1,7              | 0,9              | 0,6              | 0,2              | 7,5              | Не участвовал  | Не участвовал  | Не участвовал  | Не участвовал  | Не участвовал  | Не участвовал  | Не участвовал  | Не участвовал  | Не участвовал  | Не участвовал  | Не участвовал  |
| 2019/20                                                                                  | Мемфис  | 73               | 73               | 28,9             | 40,7             | 35,8             | 80,8             | 3,3              | 2,1              | 0,9              | 0,4              | 16,2             | Не участвовал  | Не участвовал  | Не участвовал  | Не участвовал  | Не участвовал  | Не участвовал  | Не участвовал  | Не участвовал  | Не участвовал  | Не участвовал  | Не участвовал  |
| 2020/21                                                                                  | Мемфис  | 67               | 67               | 29,8             | 41,9             | 34,4             | 81,5             | 2,9              | 2,3              | 1,2              | 0,4              | 17,2             | 5              | 5              | 35,0           | 51,5           | 40,0           | 80,8           | 4,2            | 2,2            | 1,4            | 0,4            | 25,8           |
| 2021/22                                                                                  | Мемфис  | 32               | 31               | 27,7             | 43,2             | 30,9             | 84,9             | 3,2              | 2,8              | 1,1              | 0,3              | 18,4             | 11             | 11             | 30,5           | 34,9           | 34,7           | 64,0           | 2,7            | 2,7            | 1,0            | 0,3            | 14,6           |
| 2022/23                                                                                  | Мемфис  | 73               | 73               | 30,3             | 39,6             | 32,6             | 77,9             | 3,3              | 2,6              | 0,9              | 0,2              | 14,3             | 6              | 6              | 27,9           | 31,2           | 23,8           | 71,4           | 3,0            | 1,8            | 0,2            | 0,0            | 10,5           |
|                                                                                          | Всего   | 345              | 318              | 28,7             | 41,6             | 34,2             | 79,5             | 3,1              | 2,1              | 0,9              | 0,3              | 14,5             | 22             | 22             | 30,8           | 38,7           | 32,1           | 72,4           | 3,1            | 2,4            | 0,9            | 0,2            | 16,0           |
| Наведите курсор мыши на аббревиатуры в заголовке таблицы, чтобы прочесть их расшифровку. |         |                  |                  |                  |                  |                  |                  |                  |                  |                  |                  |                  |                |                |                |                |                |                |                |                |                |                |                |

### Статистика в колледже
| Сезон                                                                                   | Команда | GP  | GS | MPG  | FG%  | 3P%  | FT%  | RPG | APG | SPG | BPG | PPG  |  |
| --------------------------------------------------------------------------------------- | ------- | --- | -- | ---- | ---- | ---- | ---- | --- | --- | --- | --- | ---- |  |
| 2014/15                                                                                 | Орегон  | 36  | 33 | 28,3 | 45,6 | 33,7 | 82,5 | 4,9 | 1,8 | 0,5 | 0,6 | 11,5 |  |
| 2015/16                                                                                 | Орегон  | 38  | 38 | 32,8 | 47,0 | 33,8 | 80,6 | 5,4 | 3,1 | 1,1 | 0,4 | 16,7 |  |
| 2016/17                                                                                 | Орегон  | 35  | 27 | 25,3 | 48,8 | 40,1 | 75,4 | 3,2 | 2,7 | 1,1 | 0,5 | 16,1 |  |
|                                                                                         | Всего   | 109 | 98 | 28,9 | 47,2 | 36,2 | 79,4 | 4,5 | 2,6 | 0,9 | 0,5 | 14,8 |  |
| Наведите курсор мыши на аббревиатуры в заголовке таблицы, чтобы прочесть их расшифровку |         |     |    |      |      |      |      |     |     |     |     |      |  |